# Coccothrinax muricata
Coccothrinax muricata är en enhjärtbladig växtart som beskrevs av Leon. Coccothrinax muricata ingår i släktet Coccothrinax och familjen Arecaceae. Inga underarter finns listade i Catalogue of Life.